# A Nemzet Színésze
A Nemzet Színésze címet a nemzeti színjátszás élő művészei közül azok kaphatják meg, akik a magyar nyelv ápolása, a nemzeti irodalom tolmácsolása, a magyar színművészet, a nemzeti színjátszás fejlesztése, népszerűsítése terén kimagasló érdemeket szereztek. A címet első ízben 2000. augusztus 22-én adták át.
A Nemzet Színésze cím annak adományozható, aki fő- vagy epizódszerepekben kimagasló teljesítményt nyújtott; betöltötte a 62. életévét; 40 évet a színészi pályán vagy legalább 20 évadot – évadonként legalább egy szerepben – a budapesti Nemzeti Színház színpadán töltött.
A címet legfeljebb tizenketten viselhetik egyszerre, és ők életük végéig havonta nettó 630 ezer forint juttatásban részesülnek. Ha a cím egyik viselője elhalálozik, temetése után a megüresedett helyre a cím többi birtokosa egyhangú szavazással tehet javaslatot.
Az elismerést először Schwajda György kormánybiztos, a Nemzeti Színház Részvénytársaság vezérigazgatója javaslatára adományozta 2000-ben Rockenbauer Zoltán, a nemzeti kulturális örökség minisztere.
2023. május 8-án, életének 96. évében elhunyt Máthé Erzsi, a cím utolsó olyan díjazottja, akit még az elsők között, 2000-ben tüntettek ki. Ő volt, aki a leghosszabb ideig viselte a címet és a legmagasabb kort érte meg. Legutóbb, 2024-ben Hegedűs D. Gézának adományozták a címet 2024. szeptember 3-án.

## A Nemzet Színésze cím kitüntetettjei

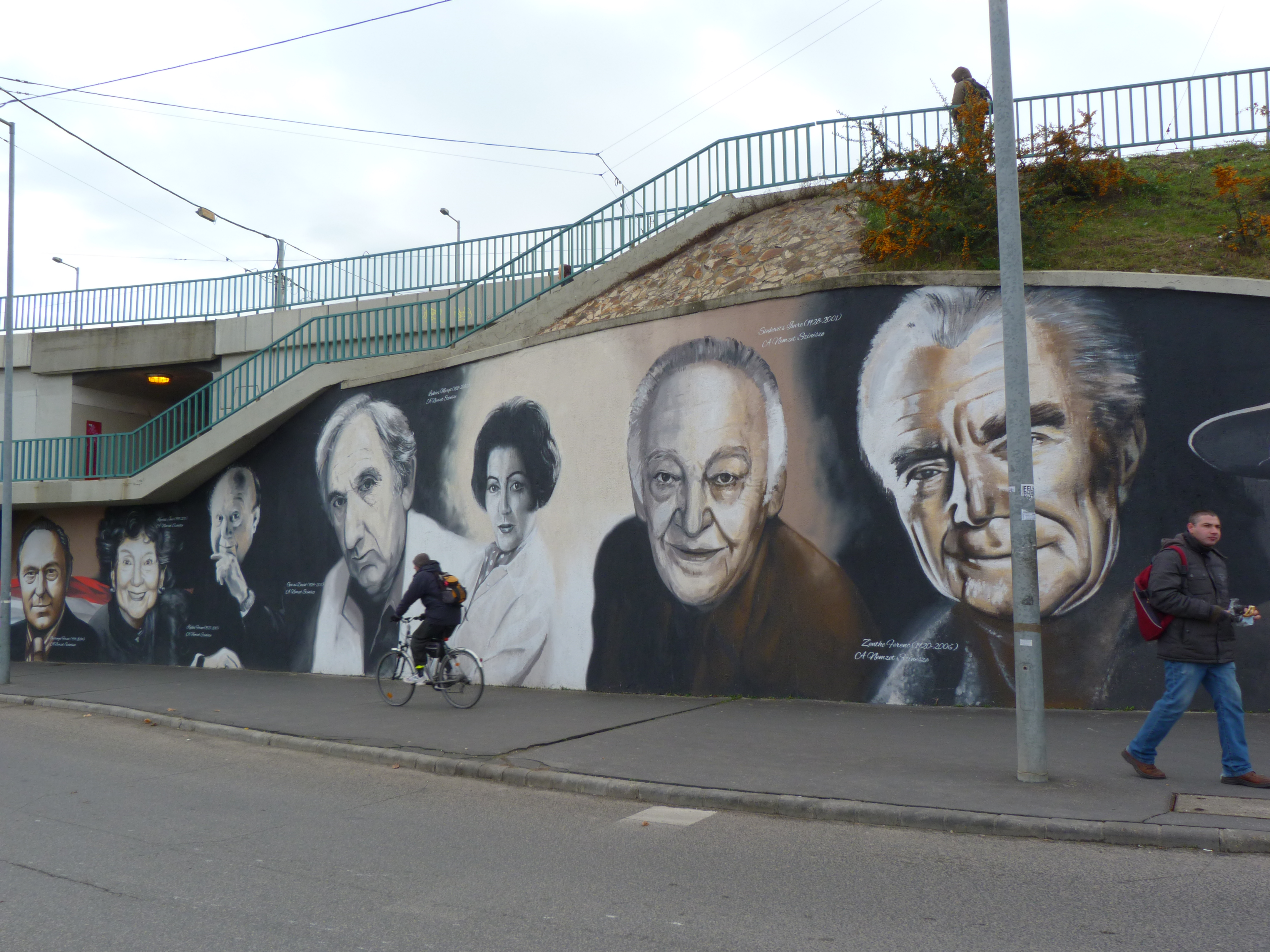
Falfestmény az elsőkről a Rákóczi híd pesti felhajtójának támfalán (2012)

### Jelenlegi díjazottak
| Név              | A cím elnyerésének éve | Születés éve | Életkor |
| ---------------- | ---------------------- | ------------ | ------- |
| Almási Éva       | 2016                   | 1942         | 83 éves |
| Bodrogi Gyula    | 2007                   | 1934         | 91 éves |
| Cserhalmi György | 2014                   | 1948         | 77 éves |
| Csikos Sándor    | 2024                   | 1941         | 83 éves |
| Hegedűs D. Géza  | 2024                   | 1953         | 72 éves |
| Jordán Tamás     | 2020                   | 1943         | 82 éves |
| Kulka János      | 2024                   | 1958         | 66 éves |
| Lehoczky Zsuzsa  | 2021                   | 1936         | 89 éves |
| Molnár Piroska   | 2011                   | 1945         | 79 éves |
| Pogány Judit     | 2023                   | 1944         | 80 éves |
| Szacsvay László  | 2015                   | 1947         | 77 éves |
| Udvaros Dorottya | 2023                   | 1954         | 70 éves |

### Elhunyt díjazottak
| Név               | A cím elnyerésének éve | Születés éve | Halál éve | Elhunyt     |
| ----------------- | ---------------------- | ------------ | --------- | ----------- |
| Agárdy Gábor      | 2000                   | 1922         | 2006      | (83 évesen) |
| Andorai Péter     | 2015                   | 1948         | 2020      | (71 évesen) |
| Avar István       | 2001                   | 1931         | 2014      | (83 évesen) |
| Balázsovits Lajos | 2022                   | 1946         | 2023      | (76 évesen) |
| Benedek Miklós    | 2023                   | 1946         | 2024      | (77 évesen) |
| Berek Kati        | 2000                   | 1930         | 2017      | (86 évesen) |
| Bessenyei Ferenc  | 2000                   | 1919         | 2004      | (85 évesen) |
| Bitskey Tibor     | 2014                   | 1929         | 2015      | (85 évesen) |
| Csomós Mari       | 2017                   | 1943         | 2023      | (80 évesen) |
| Darvas Iván       | 2000                   | 1925         | 2007      | (81 évesen) |
| Garas Dezső       | 2000                   | 1934         | 2011      | (77 évesen) |
| Gera Zoltán       | 2014                   | 1923         | 2014      | (91 évesen) |
| Haumann Péter     | 2010                   | 1941         | 2022      | (81 évesen) |
| Kállai Ferenc     | 2000                   | 1925         | 2010      | (84 évesen) |
| Király Levente    | 2006                   | 1937         | 2024      | (87 évesen) |
| Komlós Juci       | 2002                   | 1919         | 2011      | (92 évesen) |
| Kóti Árpád        | 2014                   | 1934         | 2015      | (80 évesen) |
| Lukács Margit     | 2000                   | 1914         | 2002      | (87 évesen) |
| Máthé Erzsi       | 2000                   | 1927         | 2023      | (95 évesen) |
| Psota Irén        | 2000                   | 1929         | 2016      | (86 évesen) |
| Raksányi Gellért  | 2000                   | 1925         | 2008      | (82 évesen) |
| Sinkovits Imre    | 2000                   | 1928         | 2001      | (72 évesen) |
| Szabó Gyula       | 2006                   | 1930         | 2014      | (83 évesen) |
| Sztankay István   | 2012                   | 1936         | 2014      | (78 évesen) |
| Tordy Géza        | 2008                   | 1938         | 2024      | (85 évesen) |
| Törőcsik Mari     | 2000                   | 1935         | 2021      | (85 évesen) |
| Zenthe Ferenc     | 2005                   | 1920         | 2006      | (86 évesen) |

## Érdekességek
(Az itt található adatok utoljára 2024 júniusában frissültek.)
- Bár semmilyen szabály nem írja elő, férfi helyére mindig férfit, nő helyére mindig nőt választanak a tagok maguk közé.
- Új tag választásakor a nemzet színészei hagyományosan a budapesti Nemzeti Színházban gyűlnek össze az új tagot megválasztani.
- A megválasztott művészt a budapesti Nemzeti Színház mindenkori igazgatója értesíti a kitüntetésről. 2024-ben Kulka Jánost azonban Vidnyánszky Attila helyett Molnár Piroska értesítette.
- Eddig legrövidebb ideig Bitskey Tibor és Benedek Miklós (4 hónapig), míg leghosszabb ideig Máthé Erzsi (23 évig) volt a testület tagja.
- A legfiatalabb díjazott, Törőcsik Mari megválasztásakor 64, míg a legidősebb, Gera Zoltán 90 éves volt, aki szintén csak rövid ideig, mindössze hét hónapig volt tag.
- A díjazottak közül Andorai Péter volt a legfiatalabb, amikor meghalt, mindössze 71 éves, a legidősebb pedig Máthé Erzsi, 95 éves.
- Csak három vidéki színész Király Levente (Szeged), Kóti Árpád (Debrecen), Csikos Sándor (Debrecen) kapott ilyen elismerést, a többiek munkássága jellemzően Budapesthez kötődik.
- Eddig egyszer fordult elő, hogy egyszerre kellett választani két tagot. Sztankay István és Avar István halála után Bitskey Tibor és Cserhalmi György egyszerre kapta meg az elismerést.
- Csikos Sándort csak 10 tag választotta meg, mert megválasztásakor már Tordy Géza helye is megüresedett a testületben.
- Almási Éva és Balázsovits Lajos volt az eddigi egyetlen házaspár a testületben. (Bodrogi Gyula és Törőcsik Mari megválasztásukkor már nem voltak házasok.)
- Törőcsik Mari eddig az egyetlen, aki a Nemzet Művésze címet is birtokolta.
- A díjazottak közül négyen nem kaptak Kossuth-díjat: Balázsovits Lajos, Berek Kati, Komlós Juci és Szacsvay László.
- A díjazottak közül négyen nem kaptak Jászai Mari-díjat: Balázsovits Lajos, Bessenyei Ferenc, Cserhalmi György és Gera Zoltán.
- A díjazottak közül hárman Balázs Béla-díjjal is rendelkeznek: Balázsovits Lajos, Törőcsik Mari és Cserhalmi György.